# Rikdag van Meißen
Rikdag (†985) was markgraaf van Meißen, Merseburg, Zeitz en Lausitz of het voormalige Marca Geronis. Hij was een telg uit het gewaardeerde Huis Wettin.

## Context
Rikdag werd markgraaf van al deze gebieden door een samenloop van omstandigheden. De slechte verhouding tussen Keizer Otto II en zijn voorganger Gunther. De dood van Gunther tijdens de Slag bij Crotone in 982. De dood van Otto II in 983 en de daarna turbulente opvolging. De Slavische opstand dat zelfde jaar, waarbij de Noordmark verloren ging.
Rikdag stierf in 985 en werd opgevolgd door de zoon van Gunther, Ekhard I.